# Van Wert, Ohio
Van Wert är administrativ huvudort i Van Wert County i delstaten Ohio. Orten har fått sitt namn efter Isaac Van Wart som deltog i amerikanska frihetskriget. Enligt 2010 års folkräkning hade Van Wert 10 846 invånare.